# يومان في الوادي (فلم)
يومان في الوادي (بالإنجليزية: 2 Days in the Valley) هو فيلم تم إنتاجه في الولايات المتحدة وصدر في سنة 1996.

## طاقم التمثيل
- داني أييلو
- جيف دانييلز
- تيري هاتشر
- جيمس سبيدر

## الميزانية والإيرادات
حقق أرباحاً تقدر بـ 11,132,900 دولار.

## وصلات خارجية
- مقالات تستعمل روابط فنية بلا صلة مع ويكي بيانات

1. ↑  "معلومات عن يومان في الوادي (فيلم) على موقع zweitausendeins.de". zweitausendeins.de. مؤرشف من الأصل في 2019-12-16.
2. ↑  "معلومات عن يومان في الوادي (فيلم) على موقع rottentomatoes.com". rottentomatoes.com. مؤرشف من الأصل في 2019-05-06.
3. ↑  "معلومات عن يومان في الوادي (فيلم) على موقع themoviedb.org". themoviedb.org. مؤرشف من الأصل في 2014-09-14.